# UTC−12:00

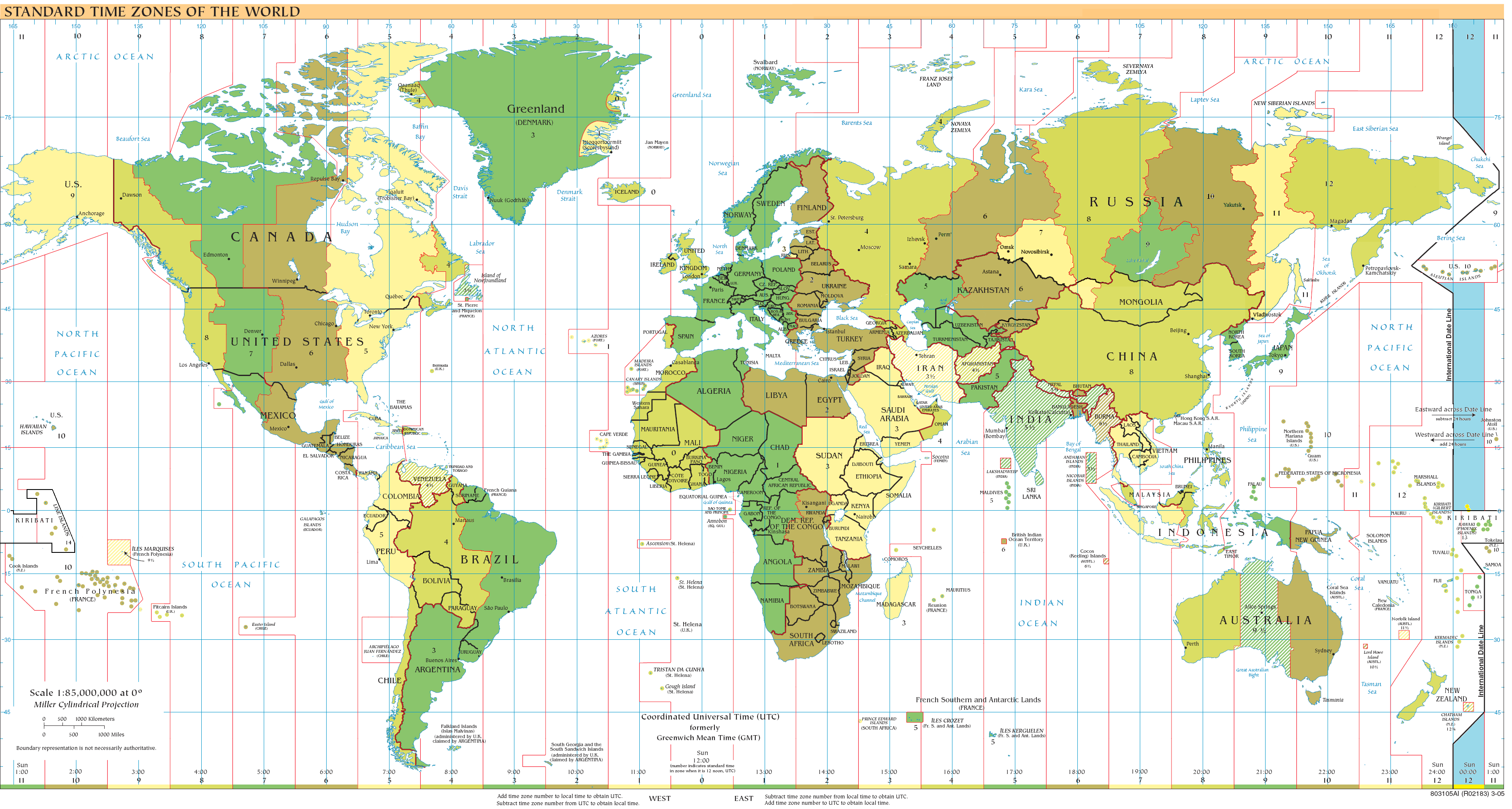
Az UTC-12-t használó területek:

UTC–12:00 egy időeltolódás, amely tizenkét órával van hátrább a egyezményes koordinált világidőtől (UTC). Itt ünneplik utoljára az újévet.

## Alap időzónaként használó területek (egész évben)

### Óceánia
- Egyesült Államok
  - Baker-sziget és Howland-sziget (lakatlan szigetek, az Egyesült Államok külbirtokai)

Az UTC–12 elsősorban a tengeren használatos, a ny. h. 180° és ny. h. 172° 30' koordináták között. Az egyezményes koordinált világidőből 12 órát kell kivonni, hogy megkapjuk. Azok a hajók használják, amelyek utoljára kezdik meg az egyes naptári napokat.

## Az UTC–12-ben lévő időzónáról
| Időzóna neve angolul | Időzóna neve magyarul | Rövidítése |
| -------------------- | --------------------- | ---------- |
| Baker Island Time    | Baker-szigeti idő     | BIT        |
| Yankee Time Zone[a]  | -                     | Y          |

Több lakott sziget esik ezen időeltolódás területére, mint például Tonga, a Franciaországhoz tartozó Wallis és Futuna vagy az Új-Zélandhoz tartozó Chatham-szigetek, mégsem az UTC–12-t használják. Helyette egy másik időeltolódást használnak, mert általában politikailag egy szigetcsoporthoz tartoznak, amelynek többi tagja ezt a másik időeltolódást használja.
Mióta a nemzetközi dátumválasztó vonal időzónája jelenti az utolsó pontot a Földön, ahol minden dátum létezik, néha határidőkhoz használják és az Anywhere on Earth ("Bárhol a Földön"; AoE) szabálynál hivatkoznak rá. Ez azt jelenti, hogy ha a határidőnél nem jelölték meg a lejárati idő időzónáját, akkor az még nem múlt el, ameddig az UTC–12 időzónáiban nem múlt el.

## Megjegyzés
↑ a:  Katonai időzóna.

## Fordítás
Ez a szócikk részben vagy egészben  az   UTC−12:00 című angol Wikipédia-szócikk ezen változatának fordításán alapul.  Az eredeti cikk szerkesztőit annak laptörténete sorolja fel. Ez a jelzés csupán a megfogalmazás eredetét és a szerzői jogokat jelzi, nem szolgál a cikkben szereplő információk forrásmegjelöléseként.

## Kapcsolódó szócikk
- UTC+14:00: itt ünneplik először az újévet